# Jonestown
Peoples Temple Agricultural Project, hay "Jonestown", là một dự án định cư tại khu vực phía bắc Guyana của giáo phái Peoples Temple do Jim Jones đứng đầu. Ngày 18 tháng 11 năm 1978, Jonestown trở nên nổi tiếng toàn cầu khi 918 thành viên của hội này, bao gồm cả Jim Jones, đã tử vong (nghi tự tử) tại đây.